# Odiellus nubivagus
Espèce
Odiellus nubivagus est une espèce d'opilions eupnois de la famille des Phalangiidae.

## Répartition
Cette espèce est endémique de Caroline du Nord aux États-Unis. Elle se rencontre dans les environs du mont Mitchell.

## Description
Les mâles mesurent en moyenne 4,76 mm et les femelles 5,76 mm.

## Systématique et taxinomie
Cette espèce a été décrite par Crosby et Bishop en 1924.

## Publication originale
- Crosby & Bishop, 1924 : « Notes on the Opiliones of the southeastern United States with descriptions of new species. » The Journal of the Elisha Mitchell Scientific Society, vol. 40, p. 8–26.